# Sigmafilter
Das Sigmafilter ist ein nichtlinearer Filter der digitalen Bildverarbeitung und dient der Glättung einer Bildfunktion ohne die Bildkanten zu verfälschen oder zu verwischen.
Dabei werden vor allem Rauschmerkmale mit Hilfe einer statischen Analyse berücksichtigt. Hierzu nimmt man eine Gaußverteilung des Rauschens an.

## Algorithmus
1. Die Standardabweichung {\displaystyle \sigma } des Rauschens im Bildhintergrund wird bestimmt.
{\displaystyle \sigma ^{2}={\frac {1}{N}}\cdot \sum _{i=0}^{N}(g_{i}-{\bar {g}})^{2}},
wobei {\displaystyle N} die Anzahl der Pixel im untersuchten Bildbereich ist, {\displaystyle g_{i}} der Grauwert des {\displaystyle i}-ten Pixels
und {\displaystyle {\bar {g}}} der Mittlere Grauwert im Bereich
2. Der zu berücksichtigende Grauwertbereich im Koppelfeld wird bestimmt.
{\displaystyle \{g(x,y)-k\cdot \sigma ,g(x,y)+k\cdot \sigma \}}
3. Anschließend wird der Grauwerte-Mittelwert aller Pixel im Grauwertebereich des aktuellen Koppelfeldes bestimmt.

## Beispiel

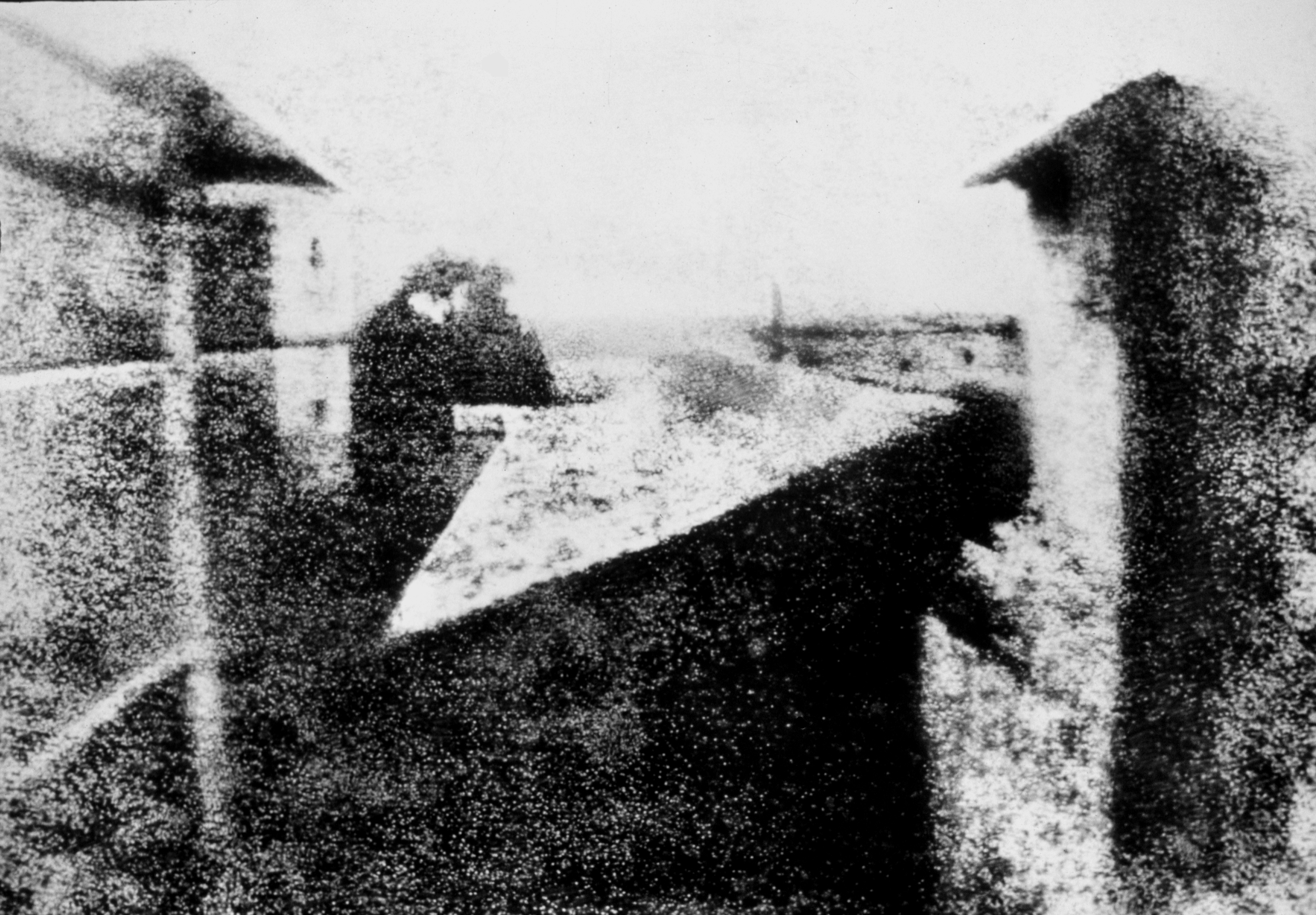
Das weltweit erste Foto, erstellt im Frühherbst 1826 von Joseph Nicéphore Nièpce (Original)

Filterung mittels Sigmafilter (7x7)

Das weltweit erste Foto, erstellt im Frühherbst 1826 von Joseph Nicéphore Nièpce (Original) und dessen Filterung mittels Sigmafilter (7x7). Die Unterschiede zeigen sich bei Betrachtung in Originalgröße (800x556) deutlicher.